# Sarit Chadad
Sarit Chadad (hebr. שרית חדד), właśc. Sara Chudadatow (hebr. שרה חודדטוב; ur. 20 września 1978 w Afuli) – izraelska wokalistka, jedna z najpopularniejszych artystek w kraju. Reprezentantka Izraela w 47. Konkursie Piosenki Eurowizji (2002).

## Życiorys

### Rodzina i edukacja

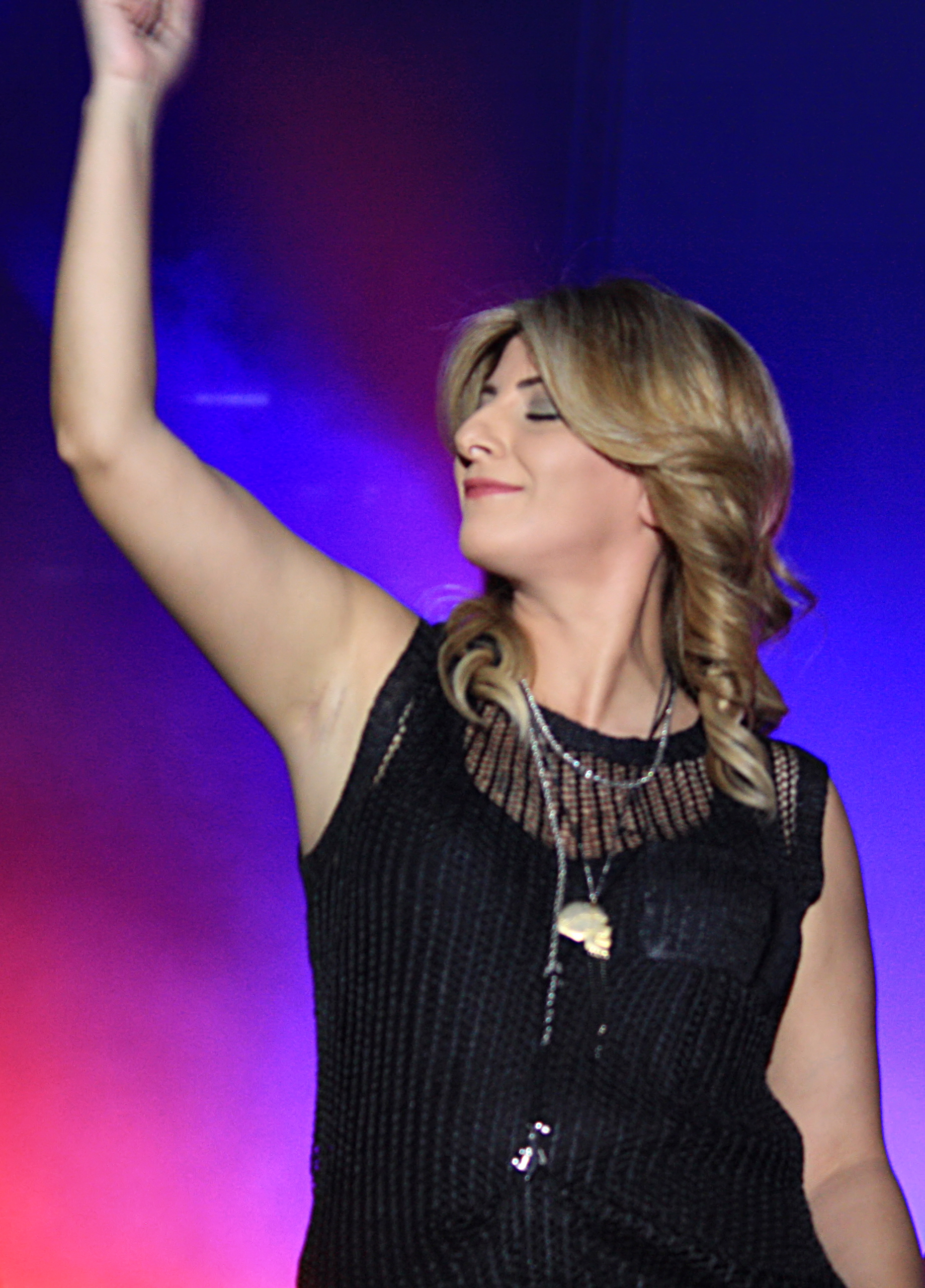
Chadad (2013)

Urodziła się w tradycyjnej rodzinie Żydów górskich jako najmłodsza z dziewięciorga rodzeństwa. Jej rodzina przeniosła się z Afuli do Hadery. Komunikuje się w językach: hebrajskim, francuskim, angielskim, arabskim, gruzińskim, bułgarskim, tureckim, greckim i adygejsko-kabardyjskim.

### Kariera muzyczna
Zaczęła występować na scenie w wieku ośmiu lat, grając na fortepianie w lokalnych klubach. Dwa lata później wzięła udział w konkursie młodych talentów, na którym zagrała na fortepianie. Uczyła się także gry na organach, gitarze, akordeonie i darbuce. Kiedy miała 15 lat, dołączyła do składu zespołu Hadera Youth Band, a w następnym roku została dostrzeżona przez Awiego Gu’etę, który został jej menedżerem.
Została wskazana przez telewizję Israel Broadcasting Authority (IBA) do reprezentowania Izraela w 47. Konkursu Piosenki Eurowizji w Tallinnie. W marcu 2002 w programie Meny Pe'er Show miała zaprezentować swój konkursowy utwór „Nadlik be-jachad ner (Light a Candle)”, który nagrała z Izraelską Orkiestrą Filharmoniczną, ale transmisję programu odwołano z powodu strajku pracowniczego w siedzibie stacji. Premiera piosenki odbyła się ponad tydzień później. 24 maja 2002 w finale Eurowizji zajęła 12. miejsce; na scenie towarzyszyły jej chórzystki: Shirley Nov, Natalie Dotan i Ortal Ofek, oraz skrzypaczek: Jeleny Tamarow i Galii Ariel. Według izraelskiej prasy, belgijski komentator konkursu André Vermeulen miał nawoływać do bojkotu utworu Chadad, mówiąc: „[Piosenka] nie jest zła, ale miejmy nadzieję, że Izrael nie wygra. To nie jest czas dla Izraelczyków na organizację Konkursu Piosenki Eurowizji”. Flamandzki nadawca VRT skopiował treść komentarzy i wysłał je do izraelskiej ambasady w Belgii, która oświadczyła, że wypowiedzi Vermeulena nie są tymi samymi, które zostały zacytowane w prasie, dlatego skierował notatki do Izraela. Po finale konkursu jeden ze szwedzkich księży zagroził pozwaniem do sądu krajowego komentatora konkursu, Christera Björkmana, za stwierdzenie podczas transmisji, że „Izrael nie zasługuje na punkty z powodu swojej sytuacji politycznej”. Dziennikarz miał powiedzieć także, że „Izrael nie powinien brać udziału w konkursie za to, co robią Palestyńczykom”. Izraelskie Ministerstwo Spraw Wewnętrznych oświadczyło, że „jeżeli okaże się, że takie komentarze rzeczywiście padły, zareagujemy natychmiast i podejmiemy odpowiednie kroki”. Opinia została przedstawiona rządom obu krajów. Chadad w wywiadach tłumaczyła, że swoim występem na Eurowizji chciała „spowodować, żeby wszystkie kraje się zjednały i dzieliły ze sobą pokój”. 
Przed udziałem w konkursie wydała swój debiutancki album pt. Jalda szel ahawa/Child of Love (hebr. ילדה של אהבה). W 2003 premierę miała jej płyta pt. Rak ahawa tawi ahawa (רק אהבה תביא אהבה)/Only Love Will Bring Love (2003), a w 2005 – album pt. Miss Music (מיס מיוזיק). W grudniu 2006 odbyła trasę koncertową po USA pod hasłem Sing with Sarit. Latem 2007 amerykańska piosenkarka Madonna przyznała, że jest fanką Chadad i lubi słuchać jej twórczości podczas obiadów, które je w jednej z koszernych restauracji niedaleko swojej rezydencji. 
W 2008 wydała album kompilacyjny pt. Ha-osef/The Collection, a w 2009 premierę miał jej kolejny album studyjny – Meroc ha-chajjim/Life as a Race (מרוץ החיים). W tym samym roku telewidzowie Channel 24 uznali Chadad za artystkę dekady. W 2012 została jurorską i mentorką w izraelskiej wersji formatu The Voice.

## Dyskografia
Albumy studyjne
- Jalda szel ahawa/Child of Love (2002)
- Rak ahawa tawi ahawa/Only Love Will Bring Love (2003)
- Miss Music (2005)
- Meroc ha-chajjim/Life as a Race (2009)

Albumy kompilacyjne
- Ha-osef/The Collection (2008)